# Tournoi masculin de hockey sur glace aux Jeux olympiques d'hiver de 2014
Navigation
Vancouver 2010 Pyeongchang 2018
Le tournoi de hockey sur glace aux Jeux olympiques de Sotchi a lieu du 8 au 23 février 2014.

## Tournoi olympique
Les neuf premières nations classées selon le Classement mondial IIHF 2012 (défini à l'issue des championnats du monde 2012 de la Fédération internationale de hockey sur glace) ainsi que les trois équipes victorieuses des qualifications olympiques sont réparties pour le Tournoi masculin des Jeux olympiques d'hiver de 2014 suivant leur numéro de rang de l'IIHF de 2012.
| Groupe A                         | Groupe B                         | Groupe C                         |
| -------------------------------- | -------------------------------- | -------------------------------- |
| Russie (classé 1re)              | Finlande (classé 2e)             | Tchéquie (classé 3e)             |
| Slovaquie (classé 6e)            | Canada (classé 5e)               | Suède (classé 4e)                |
| États-Unis (classé 7e)           | Norvège (classé 8e)              | Suisse (classé 9e)               |
| Slovénie (qualifié - classé 18e) | Autriche (qualifié - classé 15e) | Lettonie (qualifié - classé 11e) |

### Tour préliminaire

#### Groupe A
| Clt   | Équipe     | PJ | V | VP | D | DP | BP | BC | Diff | Pts |
| ----- | ---------- | -- | - | -- | - | -- | -- | -- | ---- | --- |
| +001, | États-Unis | 3  | 2 | 1  | 0 | 0  | 15 | 4  | 11   | 8   |
| +002, | Russie     | 3  | 1 | 1  | 0 | 1  | 8  | 5  | 3    | 6   |
| +003, | Slovénie   | 3  | 1 | 0  | 2 | 0  | 6  | 11 | -5   | 3   |
| +004, | Slovaquie  | 3  | 0 | 0  | 2 | 1  | 2  | 11 | -9   | 1   |

| 13 février 2014 | Russie | 5-2 (2-0, 1-2, 2-0) | Slovénie | Palais des glaces Bolchoï 11 653 spectateurs |

| Feuille de match | Feuille de match | Feuille de match            | Feuille de match                                                                    | Feuille de match                                                                         |
| ---------------- | --- | --------------------------- | ----------------------------------------------------------------------------------- | ---------------------------------------------------------------------------------------- |
|                  | A. Ovetchkine (I. Malkine, A. Siomine) — 1 min 17 s I. Malkine (A. Ovetchkine , I. Medvedev) — 3 min 54 s I. Kovaltchouk (I. Malkine, A. Radoulov) — 37 min 48 s (SN) V. Nitchouchkine (A. Terechtchenko) — 43 min 59 s A. Belov (N. Nikitine, A. Terechtchenko) — 47 min 53 s | 1-0 2-0 2-1 3-1 3-2 4-2 5-2 | Ž. Jeglič (M. Robar) — 21 min 43 s Ž. Jeglič (R. Sabolič, A. Kopitar) — 38 min 52 s | Arbitrage : Dave Jackson Vladimír Šindler Juges de lignes : Lonnie Cameron Chris Carlson |
| Semion Varlamov  | Gardiens | Robert Kristan              |                                                                                     | Arbitrage : Dave Jackson Vladimír Šindler Juges de lignes : Lonnie Cameron Chris Carlson |
| 6 min            | Pénalités | 6 min                       |                                                                                     | Arbitrage : Dave Jackson Vladimír Šindler Juges de lignes : Lonnie Cameron Chris Carlson |
| 35               | Tirs | 14                          |                                                                                     | Arbitrage : Dave Jackson Vladimír Šindler Juges de lignes : Lonnie Cameron Chris Carlson |

| 13 février 2014 | Slovaquie | 1-7 (0-1, 1-6, 0-0) | États-Unis | Chaïba Arena 4 119 spectateurs |

| Feuille de match           | Feuille de match                  | Feuille de match                | Feuille de match | Feuille de match                                                                     |
| -------------------------- | --------------------------------- | ------------------------------- | --- | ------------------------------------------------------------------------------------ |
|                            | T. Tatar (M. Hossa) — 20 min 24 s | 0-1 1-1 1-2 1-3 1-4 1-5 1-6 1-7 | J. Carlson (P. Kessel, J. Van Riemsdyk) — 14 min 27 s R. Kesler (P. Kane) — 21 min 26 s P. Stastny (M. Pacioretty, T. Oshie) — 22 min 32 s D. Backes (P. Kessel) — 28 min 16 s P. Stastny (K. Shattenkirk, T. Oshie) — 33 min 30 s P. Kessel (R. Kesler, J. Van Riemsdyk) — 34 min 20 s D. Brown (J. Carlson, P. Kane) — 35 min 17 s | Arbitrage : Antonín Jeřábek Kevin Pollock Juges de lignes : Mark Wheler Jesse Wilmot |
| Jaroslav Halák Peter Budaj | Gardiens                          | Jonathan Quick                  | | Arbitrage : Antonín Jeřábek Kevin Pollock Juges de lignes : Mark Wheler Jesse Wilmot |
| 4 min                      | Pénalités                         | 2 min                           | | Arbitrage : Antonín Jeřábek Kevin Pollock Juges de lignes : Mark Wheler Jesse Wilmot |
| 23                         | Tirs                              | 33                              | | Arbitrage : Antonín Jeřábek Kevin Pollock Juges de lignes : Mark Wheler Jesse Wilmot |

| 15 février 2014 | Slovaquie | 1-3 (0-0, 0-0, 1-3) | Slovénie | Palais des glaces Bolchoï 7 438 spectateurs |

| Feuille de match | Feuille de match                                    | Feuille de match | Feuille de match | Feuille de match                                                                     |
| ---------------- | --------------------------------------------------- | ---------------- | --- | ------------------------------------------------------------------------------------ |
|                  | T. Jurčo (T. Záborský, Z. Chára) — 59 min 42 s (SN) | 0-1 0-2 0-3 1-3  | R. Tičar (Ž. Jeglič, R. Sabolič) — 43 min 23 s (SN) T. Razingar (J. Urbas, M. Rodman) — 48 min 59 s A. Kopitar (J. Muršak) — 49 min 22 s | Arbitrage : Konstantin Olenine Tim Peel Juges de lignes : Derek Amell Ivan Dedioulia |
| Jaroslav Halák   | Gardiens                                            | Robert Kristan   | | Arbitrage : Konstantin Olenine Tim Peel Juges de lignes : Derek Amell Ivan Dedioulia |
| 8 min            | Pénalités                                           | 10 min           | | Arbitrage : Konstantin Olenine Tim Peel Juges de lignes : Derek Amell Ivan Dedioulia |
| 28               | Tirs                                                | 31               | | Arbitrage : Konstantin Olenine Tim Peel Juges de lignes : Derek Amell Ivan Dedioulia |

| 15 février 2014 | États-Unis | 3-2 (TB) (0-0, 1-1, 1-1, 0-0, 1-0) | Russie | Palais des glaces Bolchoï 11 678 spectateurs |

| Feuille de match | Feuille de match | Feuille de match    | Feuille de match                                                                                | Feuille de match                                                                      |
| ---------------- | --- | ------------------- | ----------------------------------------------------------------------------------------------- | ------------------------------------------------------------------------------------- |
|                  | C. Fowler (J. Van Riemsdyk, P. Kessel) — 36 min 34 s (SN) J. Pavelski (P. Kane, K. Shattenkirk) — 49 min 27 s (SN) T. J. Oshie — 65 min (TB) | 0-1 1-1 2-1 2-2 3-2 | P. Datsiouk (A. Markov, A. Radoulov) — 29 min 15 s P. Datsiouk (A. Markov) — 52 min 44 s (SN) - | Arbitrage : Brad Meier Marcus Vinnerborg Juges de lignes : Greg Devorski Jesse Wilmot |
| Jonathan Quick   | Gardiens | Sergueï Bobrovski   |                                                                                                 | Arbitrage : Brad Meier Marcus Vinnerborg Juges de lignes : Greg Devorski Jesse Wilmot |
| 12 min           | Pénalités | 10 min              |                                                                                                 | Arbitrage : Brad Meier Marcus Vinnerborg Juges de lignes : Greg Devorski Jesse Wilmot |
| 34               | Tirs | 31                  |                                                                                                 | Arbitrage : Brad Meier Marcus Vinnerborg Juges de lignes : Greg Devorski Jesse Wilmot |

| 16 février 2014 | Russie | 1-0 (TB) (0-0, 0-0, 0-0, 0-0, 1-0) | Slovaquie | Palais des glaces Bolchoï 11 097 spectateurs |

| Feuille de match | Feuille de match          | Feuille de match | Feuille de match | Feuille de match                                                                          |
| ---------------- | ------------------------- | ---------------- | ---------------- | ----------------------------------------------------------------------------------------- |
|                  | A. Radoulov — 65 min (TB) | 1-0              |                  | Arbitrage : Lars Brüggemann Kelly Sutherland Juges de lignes : Chris Carlson Andy McElman |
| Semion Varlamov  | Gardiens                  | Ján Laco         |                  | Arbitrage : Lars Brüggemann Kelly Sutherland Juges de lignes : Chris Carlson Andy McElman |
| 4 min            | Pénalités                 | 10 min           |                  | Arbitrage : Lars Brüggemann Kelly Sutherland Juges de lignes : Chris Carlson Andy McElman |
| 37               | Tirs                      | 27               |                  | Arbitrage : Lars Brüggemann Kelly Sutherland Juges de lignes : Chris Carlson Andy McElman |

| 16 février 2014 | Slovénie | 1-5 (0-2, 0-2, 1-1) | États-Unis | Chaïba Arena 4 892 spectateurs |

| Feuille de match | Feuille de match                              | Feuille de match        | Feuille de match | Feuille de match                                                               |
| ---------------- | --------------------------------------------- | ----------------------- | --- | ------------------------------------------------------------------------------ |
|                  | M. Rodman (D. Rodman, J. Urbas) — 59 min 42 s | 0–1 0–2 0–3 0–4 0–5 1–5 | P. Kessel (J. Pavelski) — 1 min 4 s P. Kessel (J. Pavelski, B. Orpik) — 4 min 33 s P. Kessel (J. Van Riemsdyk, J. Pavelski) — 31 min 5 s R. McDonagh (B. Wheeler, T. Oshie) — 32 min 17 s D. Backes (R. Callahan, D. Brown) — 43 min 26 s | Arbitrage : Mike Leggo Jyri Rönn Juges de lignes : Miroslav Valach Mark Wheler |
| Luka Gračnar     | Gardiens                                      | Ryan Miller             | | Arbitrage : Mike Leggo Jyri Rönn Juges de lignes : Miroslav Valach Mark Wheler |
| 4 min            | Pénalités                                     | 6 min                   | | Arbitrage : Mike Leggo Jyri Rönn Juges de lignes : Miroslav Valach Mark Wheler |
| 18               | Tirs                                          | 28                      | | Arbitrage : Mike Leggo Jyri Rönn Juges de lignes : Miroslav Valach Mark Wheler |

#### Groupe B
| Clt   | Équipe   | PJ | V | VP | D | DP | BP | BC | Diff | Pts |
| ----- | -------- | -- | - | -- | - | -- | -- | -- | ---- | --- |
| +001, | Canada   | 3  | 2 | 1  | 0 | 0  | 11 | 2  | 9    | 8   |
| +002, | Finlande | 3  | 2 | 0  | 0 | 1  | 15 | 7  | 8    | 7   |
| +003, | Autriche | 3  | 1 | 0  | 2 | 0  | 7  | 15 | -8   | 3   |
| +004, | Norvège  | 3  | 0 | 0  | 3 | 0  | 3  | 12 | -9   | 0   |

| 13 février 2014 | Finlande | 8-4 (4-2, 2-0, 2-0) | Autriche | Palais des glaces Bolchoï 5 664 spectateurs |

| Feuille de match | Feuille de match | Feuille de match                                | Feuille de match | Feuille de match                                                                     |
| ---------------- | --- | ----------------------------------------------- | --- | ------------------------------------------------------------------------------------ |
|                  | M. Granlund (T. Selänne, S. Vatanen) — 5 min 15 s S. Lepistö (J. Jokinen, T. Ruutu) — 11 min 23 s O. Määttä (O. Jokinen) — 19 min 25 s J. Immonen (J. Lehterä, O. Väänänen) — 19 min 33 s J. Jokinen (P. Kontiola) — 21 min 43 s P. Kontiola (M. Granlund) — 32 min 10 s J. Immonen (A. Barkov, S. Vatanen) — 51 min 25 s (SN) M. Granlund (K. Timonen, S. Vatanen) — 58 min 25 s (SN) | 0-1 1-1 1-2 2-2 3-2 4-2 5-2 6-2 6-3 7-3 7-4 8-4 | M. Grabner (M. Raffl) — 36 s T. Hundertpfund (T. Vanek) — 9 min 19 s M. Grabner (B. Lebler, M. Raffl) — 41 min 29 s M. Grabner (B. Lebler, M. Trattnig) — 54 min 22 s | Arbitrage : Daniel Piechaczek Ian Walsh Juges de lignes : Tommy George Brad Kovachik |
| Tuukka Rask      | Gardiens | Bernhard Starkbaum                              | | Arbitrage : Daniel Piechaczek Ian Walsh Juges de lignes : Tommy George Brad Kovachik |
|                  | |                                                 | | Arbitrage : Daniel Piechaczek Ian Walsh Juges de lignes : Tommy George Brad Kovachik |
|                  | |                                                 | | Arbitrage : Daniel Piechaczek Ian Walsh Juges de lignes : Tommy George Brad Kovachik |

| 13 février 2014 | Canada | 3-1 (0-0, 2-0, 1-1) | Norvège | Palais des glaces Bolchoï |

| Feuille de match | Feuille de match | Feuille de match | Feuille de match                              | Feuille de match                                                                        |
| ---------------- | --- | ---------------- | --------------------------------------------- | --------------------------------------------------------------------------------------- |
|                  | S. Weber (D. Keith, P. Bergeron) — 26 min 20 s J. Benn (P. Bergeron, D. Doughty) — 35 min 19 s - D. Doughty (R. Getzlaf, P. Marleau) — 41 min 47 s | 1-0 2-0 2-1 3-1  | - P. Thoresen (M. Olimb) — 40 min 22 s (SN) - | Arbitrage : Mike Leggo Marcus Vinnerborg Juges de lignes : Andy McElman Chris Woodworth |
| Carey Price      | Gardiens | Lars Haugen      |                                               | Arbitrage : Mike Leggo Marcus Vinnerborg Juges de lignes : Andy McElman Chris Woodworth |
| 10 min           | Pénalités | 6 min            |                                               | Arbitrage : Mike Leggo Marcus Vinnerborg Juges de lignes : Andy McElman Chris Woodworth |
| 38               | Tirs | 20               |                                               | Arbitrage : Mike Leggo Marcus Vinnerborg Juges de lignes : Andy McElman Chris Woodworth |

| 14 février 2014 | Canada | 6-0 (2-0, 4-0, 0-0) | Autriche | Palais des glaces Bolchoï |

| Feuille de match | Feuille de match | Feuille de match                                   | Feuille de match | Feuille de match                                                                             |
| ---------------- | --- | -------------------------------------------------- | ---------------- | -------------------------------------------------------------------------------------------- |
|                  | D. Doughty (J. Toews) — 5 min 24 s S. Weber (C. Perry, R. Getzlaf) — 10 min 12 s J. Carter (P. Marleau, S. Crosby) — 22 min 39 s J. Carter (P. Marleau, A. Pietrangelo) — 24 min 9 s J. Carter (P. Marleau, S. Weber) — 34 min 33 s R. Getzlaf — 36 min 48 s (IN) | 1-0 2-0 3-0 4-0 5-0 6-0                            | -                | Arbitrage : Dave Jackson Konstantin Olenine Juges de lignes : Lonnie Cameron Miroslav Valach |
| Roberto Luongo   | Gardiens | Bernhard Starkbaum (40 min) Mathias Lange (20 min) |                  | Arbitrage : Dave Jackson Konstantin Olenine Juges de lignes : Lonnie Cameron Miroslav Valach |
| 8 min            | Pénalités | 2 min                                              |                  | Arbitrage : Dave Jackson Konstantin Olenine Juges de lignes : Lonnie Cameron Miroslav Valach |
| 46               | Tirs | 23                                                 |                  | Arbitrage : Dave Jackson Konstantin Olenine Juges de lignes : Lonnie Cameron Miroslav Valach |

| 14 février 2014 | Norvège | 1-6 (0-3, 0-2, 1-1) | Finlande | Chaïba Arena 3 018 spectateurs |

| Feuille de match        | Feuille de match                                     | Feuille de match            | Feuille de match | Feuille de match                                                                         |
| ----------------------- | ---------------------------------------------------- | --------------------------- | --- | ---------------------------------------------------------------------------------------- |
|                         | P. Skrøder ( M. Olimb, J. Holøs) — 41 min 1 s (2 SN) | 0–1 0–2 0–3 0–4 0–5 1–5 1–6 | T. Selänne (S. Vatanen, K. Lehtonen) — 5 min 46 s L. Korpikoski (O. Jokinen, O. Määttä) — 6 min 51 s J. Lehterä — 17 min 21 s L. Korpikoski (O. Määttä, T. Ruutu) — 28 min 3 s O. Jokinen (S. Salo, T. Ruutu) — 31 min 26 s O. Määttä (P. Kontiola, K. Lehtonen) — 57 min 41 s | Arbitrage : Lars Brüggemann Kelly Sutherland Juges de lignes : Derek Amell Chris Carlson |
| Lars Haugen Lars Volden | Gardiens                                             | Kari Lehtonen               | | Arbitrage : Lars Brüggemann Kelly Sutherland Juges de lignes : Derek Amell Chris Carlson |
| 6 min                   | Pénalités                                            | 6 min                       | | Arbitrage : Lars Brüggemann Kelly Sutherland Juges de lignes : Derek Amell Chris Carlson |
| 21                      | Tirs                                                 | 39                          | | Arbitrage : Lars Brüggemann Kelly Sutherland Juges de lignes : Derek Amell Chris Carlson |

| 16 février 2014 | Autriche | 3-1 (2-0, 0-1, 1-0) | Norvège | Palais des glaces Bolchoï |

| Feuille de match | Feuille de match | Feuille de match | Feuille de match                            | Feuille de match                                                                       |
| ---------------- | --- | ---------------- | ------------------------------------------- | -------------------------------------------------------------------------------------- |
|                  | M. Grabner (T. Pöck, R. Lukas) — 4 min 27 s M. Raffl (M. Grabner) — 6 min 52 s (SN) - M. Grabner (D. Welser) — 58 min 23 s | 1-0 2-0 2-1 3-1  | - - P. Skrøder (P. Thoresen) — 28 min 5 s - | Arbitrage : Vladimír Šindler Ian Walsh Juges de lignes : Lonnie Cameron André Schrader |
| Mathias Lange    | Gardiens | Lars Haugen      |                                             | Arbitrage : Vladimír Šindler Ian Walsh Juges de lignes : Lonnie Cameron André Schrader |
| 12 min           | Pénalités | 8 min            |                                             | Arbitrage : Vladimír Šindler Ian Walsh Juges de lignes : Lonnie Cameron André Schrader |
| 27               | Tirs | 35               |                                             | Arbitrage : Vladimír Šindler Ian Walsh Juges de lignes : Lonnie Cameron André Schrader |

| 16 février 2014 | Finlande | 1-2 (pr) (0-1, 1-0, 0-0, 0-1) | Canada | Palais des glaces Bolchoï |

| Feuille de match | Feuille de match                            | Feuille de match | Feuille de match                                                                         | Feuille de match                                                                         |
| ---------------- | ------------------------------------------- | ---------------- | ---------------------------------------------------------------------------------------- | ---------------------------------------------------------------------------------------- |
|                  | T. Ruutu (J. Jokinen, O. Väänänen) — 38 min | 0-1 1-1 1-2      | D. Doughty (S. Weber, S. Crosby) — 13 min 44 s (SN) D. Doughty (J. Carter) — 62 min 32 s | Arbitrage : Antonín Jeřábek Kevin Pollock Juges de lignes : Ivan Dedioulia Brad Kovachik |
| Tuukka Rask      | Gardiens                                    | Carey Price      |                                                                                          | Arbitrage : Antonín Jeřábek Kevin Pollock Juges de lignes : Ivan Dedioulia Brad Kovachik |
| 2 min            | Pénalités                                   | 2 min            |                                                                                          | Arbitrage : Antonín Jeřábek Kevin Pollock Juges de lignes : Ivan Dedioulia Brad Kovachik |
| 15               | Tirs                                        | 27               |                                                                                          | Arbitrage : Antonín Jeřábek Kevin Pollock Juges de lignes : Ivan Dedioulia Brad Kovachik |

#### Groupe C
| Clt   | Équipe   | PJ | V | VP | D | DP | BP | BC | Diff | Pts |
| ----- | -------- | -- | - | -- | - | -- | -- | -- | ---- | --- |
| +001, | Suède    | 3  | 3 | 0  | 0 | 0  | 10 | 5  | +5   | 9   |
| +002, | Suisse   | 3  | 2 | 0  | 1 | 0  | 2  | 1  | +1   | 6   |
| +003, | Tchéquie | 3  | 1 | 0  | 2 | 0  | 6  | 7  | -1   | 3   |
| +004, | Lettonie | 3  | 0 | 0  | 3 | 0  | 5  | 10 | -5   | 0   |

| 12 février 2014 | Tchéquie | 2-4 (0-2, 2-2, 0-0) | Suède | Palais des glaces Bolchoï, Sotchi 11 419 spectateurs |

| Feuille de match            | Feuille de match                                                                    | Feuille de match        | Feuille de match | Feuille de match                                                                               |
| --------------------------- | ----------------------------------------------------------------------------------- | ----------------------- | --- | ---------------------------------------------------------------------------------------------- |
|                             | M. Židlický (P. Eliáš) — 28 min 12 s J. Jágr (T. Plekanec, T. Kaberle) — 30 min 1 s | 0-1 0-2 0-3 0-4 1-4 2-4 | E. Karlsson (O. Ekman Larsson, A. Steen) — 10 min 7 s P. Berglund (O. Ekman Larsson, H. Lundqvist) — 13 min 17 s H. Zetterberg (G. Landeskog, N. Kronwall) — 20 min 51 s E. Karlsson (D. Sedin, N. Bäckström) — 24 min 7 s (SN) | Arbitrage : Konstantin Olenine Kelly Sutherland Juges de lignes : Ivan Dedioulia Greg Devorski |
| Jakub Kovář Alexander Salák | Gardiens                                                                            | Henrik Lundqvist        | | Arbitrage : Konstantin Olenine Kelly Sutherland Juges de lignes : Ivan Dedioulia Greg Devorski |
| 10 min                      | Pénalités                                                                           | 10 min                  | | Arbitrage : Konstantin Olenine Kelly Sutherland Juges de lignes : Ivan Dedioulia Greg Devorski |
| 29                          | Tirs                                                                                | 25                      | | Arbitrage : Konstantin Olenine Kelly Sutherland Juges de lignes : Ivan Dedioulia Greg Devorski |

| 12 février 2014 | Lettonie | 0-1 (0-0, 0-0, 0-1) | Suisse | Arène de glace Chaïba, Sotchi 5 116 spectateurs |

| Feuille de match | Feuille de match | Feuille de match | Feuille de match                   | Feuille de match                                                                     |
| ---------------- | ---------------- | ---------------- | ---------------------------------- | ------------------------------------------------------------------------------------ |
|                  |                  | 0-1              | S. Moser (M. Streit) — 59 min 52 s | Arbitrage : Lars Brüggemann Brad Meier Juges de lignes : Derek Amell Sakari Suominen |
| Edgars Masaļskis | Gardiens         | Jonas Hiller     |                                    | Arbitrage : Lars Brüggemann Brad Meier Juges de lignes : Derek Amell Sakari Suominen |
| 10 min           | Pénalités        | 6 min            |                                    | Arbitrage : Lars Brüggemann Brad Meier Juges de lignes : Derek Amell Sakari Suominen |
| 21               | Tirs             | 39               |                                    | Arbitrage : Lars Brüggemann Brad Meier Juges de lignes : Derek Amell Sakari Suominen |

| 14 février 2014 | Tchéquie | 4-2 (2-1, 2-1, 0-0) | Lettonie | Palais des glaces Bolchoï, Sotchi 5 831 spectateurs |

| Feuille de match | Feuille de match | Feuille de match        | Feuille de match                                                                             | Feuille de match                                                            |
| ---------------- | --- | ----------------------- | -------------------------------------------------------------------------------------------- | --------------------------------------------------------------------------- |
|                  | M. Erat (D. Krejčí, A. Hemský) — 10 min 10 s J. Jágr (M. Židlický, T. Plekanec) — 19 min 29 s (SN) J. Voráček (Z. Michálek) — 27 min 6 s M. Židlický (M. Hanzal, P. Nedvěd) — 37 min 2 s | 1-0 1-1 2-1 2-2 3-2 4-2 | J. Sprukts (K. Rēdlihs, L. Dārziņš) — 13 min 5 s (SN) H. Vasiljevs (G. Pujacs) — 22 min 45 s | Arbitrage : Tim Peel Jyri Rönn Juges de lignes : Andre Schrader Mark Wheler |
| Ondřej Pavelec   | Gardiens | Edgars Masaļskis        |                                                                                              | Arbitrage : Tim Peel Jyri Rönn Juges de lignes : Andre Schrader Mark Wheler |
| 8 min            | Pénalités | 8 min                   |                                                                                              | Arbitrage : Tim Peel Jyri Rönn Juges de lignes : Andre Schrader Mark Wheler |
| 39               | Tirs | 20                      |                                                                                              | Arbitrage : Tim Peel Jyri Rönn Juges de lignes : Andre Schrader Mark Wheler |

| 14 février 2014 | Suède | 1-0 (0-0, 0-0, 1-0) | Suisse | Palais des glaces Bolchoï 7 968 spectateurs |

| Feuille de match | Feuille de match                                       | Feuille de match | Feuille de match | Feuille de match                                                                        |
| ---------------- | ------------------------------------------------------ | ---------------- | ---------------- | --------------------------------------------------------------------------------------- |
|                  | D. Alfredsson (E. Karlsson, P. Berglund) — 52 min 39 s | 1-0              |                  | Arbitrage : Mike Leggo Vladimír Šindler Juges de lignes : Greg Devorski Sakari Suominen |
| Henrik Lundqvist | Gardiens                                               | Reto Berra       |                  | Arbitrage : Mike Leggo Vladimír Šindler Juges de lignes : Greg Devorski Sakari Suominen |
| 4 min            | Pénalités                                              | 8 min            |                  | Arbitrage : Mike Leggo Vladimír Šindler Juges de lignes : Greg Devorski Sakari Suominen |
| 31               | Tirs                                                   | 26               |                  | Arbitrage : Mike Leggo Vladimír Šindler Juges de lignes : Greg Devorski Sakari Suominen |

| 15 février 2014 | Suisse | 1-0 (1-0, 0-0, 0-0) | Tchéquie | Palais des glaces Bolchoï 10 253 spectateurs |

| Feuille de match | Feuille de match                                     | Feuille de match | Feuille de match | Feuille de match                                                                            |
| ---------------- | ---------------------------------------------------- | ---------------- | ---------------- | ------------------------------------------------------------------------------------------- |
|                  | S. Bodenmann (D. Hollenstein, K. Romy) — 14 min 10 s | 1-0              |                  | Arbitrage : Daniel Piechaczek Kevin Pollock Juges de lignes : Brad Kovachik Chris Woodworth |
| Jonas Hiller     | Gardiens                                             | Ondřej Pavelec   |                  | Arbitrage : Daniel Piechaczek Kevin Pollock Juges de lignes : Brad Kovachik Chris Woodworth |
| 10 min           | Pénalités                                            | 6 min            |                  | Arbitrage : Daniel Piechaczek Kevin Pollock Juges de lignes : Brad Kovachik Chris Woodworth |
| 26               | Tirs                                                 | 26               |                  | Arbitrage : Daniel Piechaczek Kevin Pollock Juges de lignes : Brad Kovachik Chris Woodworth |

| 15 février 2014 | Suède | 5-3 (1-1, 3-1, 1-1) | Lettonie | Chaïba Arena 3 709 spectateurs |

| Feuille de match | Feuille de match | Feuille de match                | Feuille de match | Feuille de match                                                                  |
| ---------------- | --- | ------------------------------- | --- | --------------------------------------------------------------------------------- |
|                  | P. Berglund (E. Karlsson, A. Steen) — 15 min 50 s (SN) E. Karlsson (N. Bäckström, D. Alfredsson) — 22 min 45 s (SN) D. Alfredsson (D. Sedin, A. Edler) — 36 min 14 s (SN) J. Ericsson (O. Ekman-Larsson, J. Silfverberg) — 38 min 47 s (SN) A. Edler (D. Sedin, M. Johansson) — 52 min 20 s | 1–0 1–1 1–2 2–2 3–2 4–2 4–3 5–3 | L. Dārziņš (J. Sprukts, K. Sotnieks) — 18 min 48 s J. Sprukts (K. Rēdlihs, M. Karsums) — 21 min 22 s (SN) Z. Girgensons (K. Daugaviņš, R. Freibergs) — 41 min 28 s | Arbitrage : Antonín Jeřábek Ian Walsh Juges de lignes : Andy Mcelman Tommy George |
| Henrik Lundqvist | Gardiens | Kristers Gudlevskis             | | Arbitrage : Antonín Jeřábek Ian Walsh Juges de lignes : Andy Mcelman Tommy George |
| 7 min            | Pénalités | 8 min                           | | Arbitrage : Antonín Jeřábek Ian Walsh Juges de lignes : Andy Mcelman Tommy George |
| 30               | Tirs | 23                              | | Arbitrage : Antonín Jeřábek Ian Walsh Juges de lignes : Andy Mcelman Tommy George |

### Phase finale
À l'issue des dix-huit matchs du tour préliminaire, les douze équipes sont classées selon des critères spéciaux. Ce classement est utilisé pour répartir les équipes pour les séries éliminatoires et pour calculer le classement final à l'issue des Jeux olympiques.
Les critères suivants sont utilisés dans l'ordre présenté pour déterminer le classement à l'issue du tour préliminaire (pour les équipes 1D à 12D) :
- Plus haute position dans le groupe,
- Plus grand nombre de points,
- Meilleur différence de buts,
- Plus haut nombre de buts pour,
- Meilleur classement mondial IIHF 2013.

Les 4 premiers sont directement qualifiés en quarts de finale. Les 8 suivants s'affrontent dans un tour préliminaire.
| Place | Équipe     | G | CG | PJ | Pts | Diff | BP | CM |
| ----- | ---------- | - | -- | -- | --- | ---- | -- | -- |
| 1D    | Suède      | C | 1  | 3  | 9   | +5   | 10 | 1  |
| 2D    | États-Unis | A | 1  | 3  | 8   | +11  | 15 | 6  |
| 3D    | Canada     | B | 1  | 3  | 8   | +9   | 11 | 5  |
| 4D    | Finlande   | B | 2  | 3  | 7   | +8   | 15 | 2  |
| 5D    | Russie     | A | 2  | 3  | 6   | +3   | 8  | 3  |
| 6D    | Suisse     | C | 2  | 3  | 6   | +1   | 2  | 7  |
| 7D    | Tchéquie   | C | 3  | 3  | 3   | –1   | 6  | 4  |
| 8D    | Slovénie   | A | 3  | 3  | 3   | –5   | 6  | 17 |
| 9D    | Autriche   | B | 3  | 3  | 3   | −8   | 7  | 15 |
| 10D   | Slovaquie  | A | 4  | 3  | 1   | −9   | 2  | 8  |
| 11D   | Lettonie   | C | 4  | 3  | 0   | −5   | 5  | 11 |
| 12D   | Norvège    | B | 4  | 3  | 0   | −9   | 3  | 9  |

#### Tableau
|  | Tour qualificatif | Tour qualificatif | Tour qualificatif |          |          | Quarts de finale | Quarts de finale | Quarts de finale |                 |   | Demi-finales | Demi-finales | Demi-finales |            |          | Finale | Finale | Finale |
|  |                   |                   |                   |          |          |                  |                  |                  |                 |   |              |              |              |            |          |        |        |        |
|  |                   |                   |                   |          |          |                  |                  |                  |                 |   |              |              |              |            |          |        |        |        |
|  |                   | 1                 | Suède             | 5        |          |                  |                  |                  |                 |   |              |              |              |            |          |        |        |        |
|  |                   |                   |                   | 5        |          |                  |                  |                  |                 |   |              |              |              |            |          |        |        |        |
|  |                   |                   | 8                 | Slovénie | 0        |                  |                  |                  |                 |   |              |              |              |            |          |        |        |        |
|  | 8                 | Slovénie          | 8                 | Slovénie | 0        | 4                |                  |                  |                 |   |              |              |              |            |          |        |        |        |
|  | 8                 | Slovénie          |                   |          |          | 4                |                  |                  |                 |   |              |              |              |            |          |        |        |        |
|  | 9                 | Autriche          | 0                 |          |          |                  |                  |                  |                 |   |              |              |              |            |          |        |        |        |
|  | 9                 | Autriche          | 0                 |          |          |                  |                  |                  |                 | 1 | Suède        | 2            |              |            |          |        |        |        |
|  |                   |                   |                   |          |          |                  |                  |                  |                 | 1 | Suède        | 2            |              |            |          |        |        |        |
|  |                   | 4                 | Finlande          | 1        |          |                  |                  |                  |                 |   |              |              |              |            |          |        |        |        |
|  | 5                 | 4                 | Finlande          | 1        | Russie   | 4                |                  |                  |                 |   |              |              |              |            |          |        |        |        |
|  | 5                 |                   |                   |          | Russie   | 4                |                  |                  |                 |   |              |              |              |            |          |        |        |        |
|  | 12                | Norvège           | 0                 |          |          |                  |                  |                  |                 |   |              |              |              |            |          |        |        |        |
|  | 12                | Norvège           | 0                 |          | 4        | Finlande         | 3                |                  |                 |   |              |              |              |            |          |        |        |        |
|  |                   |                   |                   |          | 4        | Finlande         | 3                |                  |                 |   |              |              |              |            |          |        |        |        |
|  |                   |                   | 5                 | Russie   | 1        |                  |                  |                  |                 |   |              |              |              |            |          |        |        |        |
|  |                   |                   | 5                 | Russie   | 1        |                  |                  |                  |                 |   |              |              |              |            |          |        |        |        |
|  |                   |                   |                   |          |          |                  |                  |                  |                 |   |              |              |              |            |          |        |        |        |
|  |                   |                   |                   |          |          |                  |                  |                  |                 |   |              |              |              |            |          |        |        |        |
|  |                   |                   |                   |          |          |                  |                  |                  |                 |   |              | 1            | Suède        | 0          |          |        |        |        |
|  |                   |                   |                   |          |          |                  |                  |                  |                 |   |              |              |              |            |          |        |        |        |
|  |                   | 3                 | Canada            | 3        |          |                  |                  |                  |                 |   |              |              |              |            |          |        |        |        |
|  |                   | 3                 | Canada            | 3        |          |                  |                  |                  |                 |   |              |              |              |            |          |        |        |        |
|  |                   |                   |                   |          |          |                  |                  |                  |                 |   |              |              |              |            |          |        |        |        |
|  |                   |                   |                   |          |          |                  |                  |                  |                 |   |              |              |              |            |          |        |        |        |
|  |                   | 3                 | Canada            | 2        |          |                  |                  |                  |                 |   |              |              |              |            |          |        |        |        |
|  |                   |                   |                   | 2        |          |                  |                  |                  |                 |   |              |              |              |            |          |        |        |        |
|  |                   |                   | 11                | Lettonie | 1        |                  |                  |                  |                 |   |              |              |              |            |          |        |        |        |
|  | 6                 | Suisse            | 11                | Lettonie | 1        | 1                |                  |                  |                 |   |              |              |              |            |          |        |        |        |
|  | 6                 | Suisse            |                   |          |          | 1                |                  |                  |                 |   |              |              |              |            |          |        |        |        |
|  | 11                | Lettonie          | 3                 |          |          |                  |                  |                  |                 |   |              |              |              |            |          |        |        |        |
|  | 11                | Lettonie          | 3                 |          |          |                  |                  |                  |                 | 3 | Canada       | 1            |              |            |          |        |        |        |
|  |                   |                   |                   |          |          |                  |                  |                  |                 | 3 | Canada       | 1            |              |            |          |        |        |        |
|  |                   | 2                 | États-Unis        | 0        |          |                  | Troisième place  | Troisième place  | Troisième place |   |              |              |              |            |          |        |        |        |
|  | 7                 | 2                 | États-Unis        | 0        | Tchéquie | 5                | Troisième place  | Troisième place  | Troisième place |   |              |              |              |            |          |        |        |        |
|  | 7                 |                   |                   |          | Tchéquie | 5                |                  |                  |                 |   |              |              |              |            |          |        |        |        |
|  | 10                | Slovaquie         | 3                 |          |          |                  |                  |                  |                 |   |              |              |              |            |          |        |        |        |
|  | 10                | Slovaquie         | 3                 |          | 2        | États-Unis       | 5                |                  |                 |   |              |              |              | 4          | Finlande | 5      |        |        |
|  |                   |                   |                   |          | 2        | États-Unis       | 5                |                  |                 |   |              |              |              | 4          | Finlande | 5      |        |        |
|  |                   |                   | 7                 | Tchéquie | 2        |                  |                  |                  |                 |   |              |              | 2            | États-Unis | 0        |        |        |        |
|  |                   |                   | 7                 | Tchéquie | 2        |                  |                  |                  |                 |   |              |              | 2            | États-Unis | 0        |        |        |        |
|  |                   |                   |                   |          |          |                  |                  |                  |                 |   |              |              |              |            |          |        |        |        |

#### Tour qualificatif
| 18 février 2014 | Slovénie | 4-0 (2-0, 1-0, 1-0) | Autriche | Palais des glaces Bolchoï 6 821 spectateurs |

| Feuille de match | Feuille de match | Feuille de match | Feuille de match | Feuille de match                                                                         |
| ---------------- | --- | ---------------- | ---------------- | ---------------------------------------------------------------------------------------- |
|                  | A. Kopitar (R. Tičar, Ž. Jeglič) — 5 min 29 s (SN) J. Urbas (S. Kovačevič) — 11 min 57 s (IN) S. Kovačevič (D. Rodman, J. Muršak) — 23 min 21 s J. Muršak (D. Rodman) — 57 min 2 s (CV) | 1-0 2-0 3-0 4-0  |                  | Arbitrage : Dave Jackson Vladimír Šindler Juges de lignes : Tommy George Chris Woodworth |
| Robert Kristan   | Gardiens | Mathias Lange    |                  | Arbitrage : Dave Jackson Vladimír Šindler Juges de lignes : Tommy George Chris Woodworth |
| 6 min            | Pénalités | 10 min           |                  | Arbitrage : Dave Jackson Vladimír Šindler Juges de lignes : Tommy George Chris Woodworth |
| 35               | Tirs | 30               |                  | Arbitrage : Dave Jackson Vladimír Šindler Juges de lignes : Tommy George Chris Woodworth |

| 18 février 2014 | Russie | 4-0 (0-0, 2-0, 2-0) | Norvège | Palais des glaces Bolchoï 11 423 spectateurs |

| Feuille de match  | Feuille de match | Feuille de match | Feuille de match | Feuille de match                                                                           |
| ----------------- | --- | ---------------- | ---------------- | ------------------------------------------------------------------------------------------ |
|                   | A. Radoulov (P. Datsiouk) — 24 min 12 s I. Kovaltchouk (A. Radoulov, P. Datsiouk) — 37 min 11 s A. Radoulov (P. Datsiouk) — 58 min 53 s (CV) A. Terechtchenko (V. Tikhonov, V. Tarassenko) — 59 min 20 s | 1-0 2-0 3-0 4-0  |                  | Arbitrage : Daniel Piechaczek Kevin Pollock Juges de lignes : Andy McElman Miroslav Valach |
| Sergueï Bobrovski | Gardiens | Lars Haugen      |                  | Arbitrage : Daniel Piechaczek Kevin Pollock Juges de lignes : Andy McElman Miroslav Valach |
| 2 min             | Pénalités | 6 min            |                  | Arbitrage : Daniel Piechaczek Kevin Pollock Juges de lignes : Andy McElman Miroslav Valach |
| 31                | Tirs | 22               |                  | Arbitrage : Daniel Piechaczek Kevin Pollock Juges de lignes : Andy McElman Miroslav Valach |

| 18 février 2014 | Suisse | 1-3 (0-2, 1-0, 0-1) | Lettonie | Palais des glaces Bolchoï 7 912 spectateurs |

| Feuille de match | Feuille de match                | Feuille de match | Feuille de match | Feuille de match                                                                |
| ---------------- | ------------------------------- | ---------------- | --- | ------------------------------------------------------------------------------- |
|                  | M. Plüss (R. Suri) — 35 min 1 s | 0–1 0–2 1–2 1-3  | O. Bārtulis (K. Daugaviņš, Z. Girgensons) — 8 min 38 s L. Dārziņš (M. Rēdlihs) — 11 min 19 s (SN) L. Dārziņš (V. Pavlovs) — 59 min (CV) | Arbitrage : Mike Leggo Jyri Rönn Juges de lignes : Brad Kovachik André Schrader |
| Jonas Hiller     | Gardiens                        | Edgars Masaļskis | | Arbitrage : Mike Leggo Jyri Rönn Juges de lignes : Brad Kovachik André Schrader |
| 4 min            | Pénalités                       | 2 min            | | Arbitrage : Mike Leggo Jyri Rönn Juges de lignes : Brad Kovachik André Schrader |
| 33               | Tirs                            | 22               | | Arbitrage : Mike Leggo Jyri Rönn Juges de lignes : Brad Kovachik André Schrader |

| 18 février 2014 | Tchéquie | 5-3 (3-0, 1-1, 1-2) | Slovaquie | Chaïba Arena 3 628 spectateurs |

| Feuille de match | Feuille de match | Feuille de match                | Feuille de match | Feuille de match                                                                        |
| ---------------- | --- | ------------------------------- | --- | --------------------------------------------------------------------------------------- |
|                  | A. Hemsky (T. Kaberle, J. Voráček) — 6 min 53 s (SN) R. Červenka (J. Jágr, T. Plekanec) — 7 min 22 s D. Krejčí (T. Kaberle, R. Gudas) — 17 min 3 s (SN) R. Červenka — 35 min 41 s T. Plekanec (D. Krejčí) — 59 min 21 s (SN + CV) | 1–0 2–0 3–0 4–0 4–1 4–2 4–3 5–3 | M. Hossa (A. Sekera, M. Handzuš) — 38 min 57 s M. Hossa (T. Tatar, M. Handzuš) — 47 min 20 s T. Surový (A. Sekera, M. Bartovič) — 48 min 51 s | Arbitrage : Tim Peel Marcus Vinnerborg Juges de lignes : Lonnie Cameron Sakari Suominen |
| Ondřej Pavelec   | Gardiens | Ján Laco                        | | Arbitrage : Tim Peel Marcus Vinnerborg Juges de lignes : Lonnie Cameron Sakari Suominen |
| 2 min            | Pénalités | 10 min                          | | Arbitrage : Tim Peel Marcus Vinnerborg Juges de lignes : Lonnie Cameron Sakari Suominen |
| 29               | Tirs | 32                              | | Arbitrage : Tim Peel Marcus Vinnerborg Juges de lignes : Lonnie Cameron Sakari Suominen |

#### Quarts de finale
| 19 février 2014 | Suède | 5-0 (1-0, 0-0, 4-0) | Slovénie | Palais des glaces Bolchoï 7 325 spectateurs |

| Feuille de match | Feuille de match | Feuille de match    | Feuille de match | Feuille de match                                                                    |
| ---------------- | --- | ------------------- | ---------------- | ----------------------------------------------------------------------------------- |
|                  | A. Steen (D. Alfredsson, E. Karlsson) — 18 min 50 s (SN) D. Sedin (L. Eriksson) — 41 min 42 s L. Eriksson (N. Bäckström, J. Oduya) — 48 min 4 s C. Hagelin (N. Kronwall, J. Ericsson) — 51 min 27 s C. Hagelin (E. Karlsson) — 56 min 10 s | 1–0 2–0 3–0 4–0 5–0 |                  | Arbitrage : Brad Meier Vladimír Šindler Juges de lignes : Chris Carlson Mark Wheler |
| Henrik Lundqvist | Gardiens | Robert Kristan      |                  | Arbitrage : Brad Meier Vladimír Šindler Juges de lignes : Chris Carlson Mark Wheler |
| 8 min            | Pénalités | 8 min               |                  | Arbitrage : Brad Meier Vladimír Šindler Juges de lignes : Chris Carlson Mark Wheler |
| 38               | Tirs | 19                  |                  | Arbitrage : Brad Meier Vladimír Šindler Juges de lignes : Chris Carlson Mark Wheler |

| 19 février 2014 | Finlande | 3-1 (2-1, 1-0, 0-0) | Russie | Palais des glaces Bolchoï 11 654 spectateurs |

| Feuille de match | Feuille de match | Feuille de match                  | Feuille de match                               | Feuille de match                                                                            |
| ---------------- | --- | --------------------------------- | ---------------------------------------------- | ------------------------------------------------------------------------------------------- |
|                  | J. Aaltonen (P. Kontiola) — 9 min 18 s T. Selänne (M. Granlund) — 17 min 38 s M. Granlund (T. Selänne, K. Timonen) — 25 min 37 s | 0-1 1-1 2-1 3-1                   | I. Kovaltchouk (P. Datsiouk) — 7 min 51 s (SN) | Arbitrage : Kelly Sutherland Marcus Vinnerborg Juges de lignes : Greg Devorski Jesse Wilmot |
| Tuukka Rask      | Gardiens | Semion Varlamov Sergueï Bobrovski |                                                | Arbitrage : Kelly Sutherland Marcus Vinnerborg Juges de lignes : Greg Devorski Jesse Wilmot |
| 6 min            | Pénalités | 8 min                             |                                                | Arbitrage : Kelly Sutherland Marcus Vinnerborg Juges de lignes : Greg Devorski Jesse Wilmot |
| 22               | Tirs | 38                                |                                                | Arbitrage : Kelly Sutherland Marcus Vinnerborg Juges de lignes : Greg Devorski Jesse Wilmot |

| 19 février 2014 | Canada | 2-1 (1-1, 0-0, 1-0) | Lettonie | Palais des glaces Bolchoï 9 825 spectateurs |

| Feuille de match | Feuille de match                                                                   | Feuille de match    | Feuille de match                                | Feuille de match                                                               |
| ---------------- | ---------------------------------------------------------------------------------- | ------------------- | ----------------------------------------------- | ------------------------------------------------------------------------------ |
|                  | P. Sharp (R. Nash) — 13 min 37 s S. Weber (D. Doughty, J. Toews) — 53 min 6 s (SN) | 1-0 1-1 2-1         | L. Dārziņš (A. Kulda, J. Sprukts) — 15 min 41 s | Arbitrage : Tim Peel Jyri Rönn Juges de lignes : Brad Kovachik Sakari Suominen |
| Carey Price      | Gardiens                                                                           | Kristers Gudļevskis |                                                 | Arbitrage : Tim Peel Jyri Rönn Juges de lignes : Brad Kovachik Sakari Suominen |
| 6 min            | Pénalités                                                                          | 6 min               |                                                 | Arbitrage : Tim Peel Jyri Rönn Juges de lignes : Brad Kovachik Sakari Suominen |
| 57               | Tirs                                                                               | 16                  |                                                 | Arbitrage : Tim Peel Jyri Rönn Juges de lignes : Brad Kovachik Sakari Suominen |

| 19 février 2014 | États-Unis | 5-2 (3-1, 1-0, 1-1) | Tchéquie | Chaïba Arena 4 606 spectateurs |

| Feuille de match | Feuille de match | Feuille de match               | Feuille de match                          | Feuille de match                                                                          |
| ---------------- | --- | ------------------------------ | ----------------------------------------- | ----------------------------------------------------------------------------------------- |
|                  | J. Van Riemsdyk (R. Kesler, P. Kane) — 1 min 39 s D. Brown (D. Backes, R. Suter) — 14 min 38 s D. Backes ( R. Suter, R. McDonagh) — 19 min 58 s Z. Parisé ( J. Pavelski, R. Suter) — 29 min 31 s (SN) P. Kessel (R. Kesler, K. Shattenkirk) — 42 min 1 s | 1-0 1-1 2-1 3-1 4-1 5-1 5-2    | A. Hemský — 4 min 31 s A. Hemský — 53 min | Arbitrage : Konstantin Olenine Kevin Pollock Juges de lignes : Derek Amell Ivan Dedioulia |
| Jonathan Quick   | Gardiens | Ondřej Pavelec Alexander Salák |                                           | Arbitrage : Konstantin Olenine Kevin Pollock Juges de lignes : Derek Amell Ivan Dedioulia |
| 2 min            | Pénalités | 6 min                          |                                           | Arbitrage : Konstantin Olenine Kevin Pollock Juges de lignes : Derek Amell Ivan Dedioulia |
| 25               | Tirs | 23                             |                                           | Arbitrage : Konstantin Olenine Kevin Pollock Juges de lignes : Derek Amell Ivan Dedioulia |

#### Demi-finales
| 21 février 2014 | Suède | 2-1 (0-0, 2-1, 0-0) | Finlande | Palais des glaces Bolchoï 9 476 spectateurs |

| Feuille de match | Feuille de match                                                                                          | Feuille de match | Feuille de match                      | Feuille de match                                                                    |
| ---------------- | --- | ---------------- | ------------------------------------- | ----------------------------------------------------------------------------------- |
|                  | L. Eriksson (J. Ericsson, N. Bäckström) — 31 min 39 s E. Karlsson (A. Steen, D. Sedin) — 36 min 26 s (SN) | 0-1 1-1 2-1      | O. Jokinen (S. Vatanen) — 26 min 17 s | Arbitrage : Konstantin Olenine Tim Peel Juges de lignes : Derek Amell Chris Carlson |
| Henrik Lundqvist | Gardiens                                                                                                  | Kari Lehtonen    |                                       | Arbitrage : Konstantin Olenine Tim Peel Juges de lignes : Derek Amell Chris Carlson |
| 10 min           | Pénalités                                                                                                 | 4 min            |                                       | Arbitrage : Konstantin Olenine Tim Peel Juges de lignes : Derek Amell Chris Carlson |
| 25               | Tirs | 26               |                                       | Arbitrage : Konstantin Olenine Tim Peel Juges de lignes : Derek Amell Chris Carlson |

| 21 février 2014 | États-Unis | 0-1 (0-0, 0-1, 0-0) | Canada | Palais des glaces Bolchoï |

| Feuille de match | Feuille de match | Feuille de match | Feuille de match                       | Feuille de match                                                                       |
| ---------------- | ---------------- | ---------------- | -------------------------------------- | -------------------------------------------------------------------------------------- |
|                  |                  | 0-1              | J. Benn (J. Bouwmeester) — 21 min 41 s | Arbitrage : Brad Meier Kelly Sutherland Juges de lignes : Ivan Dedioulia Greg Devorski |
| Jonathan Quick   | Gardiens         | Carey Price      |                                        | Arbitrage : Brad Meier Kelly Sutherland Juges de lignes : Ivan Dedioulia Greg Devorski |
| 4 min            | Pénalités        | 6 min            |                                        | Arbitrage : Brad Meier Kelly Sutherland Juges de lignes : Ivan Dedioulia Greg Devorski |
| 31               | Tirs             | 37               |                                        | Arbitrage : Brad Meier Kelly Sutherland Juges de lignes : Ivan Dedioulia Greg Devorski |

#### Match pour la médaille de bronze
| 22 février 2014 | Finlande | 5-0 (0-0, 2-0, 3-0) | États-Unis | Palais des glaces Bolchoï 9 052 spectateurs |

| Feuille de match | Feuille de match | Feuille de match    | Feuille de match | Feuille de match                                                                       |
| ---------------- | --- | ------------------- | ---------------- | -------------------------------------------------------------------------------------- |
|                  | T. Selänne (M. Granlund, L. Korpikoski) — 21 min 27 s J. Jokinen (J. Lehterä, P. Kontiola) — 21 min 38 s J. Hietanen (T. Ruutu, S. Lepistö) — 46 min 10 s T. Selänne (M. Granlund, L. Korpikoski) — 49 min 6 s (SN) O. Määttä (J. Lehterä, J. Jokinen) — 53 min 9 s (SN) | 1-0 2-0 3-0 4-0 5-0 | -                | Arbitrage : Konstantin Olenine Tim Peel Juges de lignes : Chris Carlson Ivan Dedioulia |
| Tuukka Rask      | Gardiens | Jonathan Quick      |                  | Arbitrage : Konstantin Olenine Tim Peel Juges de lignes : Chris Carlson Ivan Dedioulia |
| 4 min            | Pénalités | 12 min              |                  | Arbitrage : Konstantin Olenine Tim Peel Juges de lignes : Chris Carlson Ivan Dedioulia |
| 29               | Tirs | 27                  |                  | Arbitrage : Konstantin Olenine Tim Peel Juges de lignes : Chris Carlson Ivan Dedioulia |

#### Finale
| 23 février 2014 | Suède | 0-3 (0-1, 0-1, 0-1) | Canada | Palais des glaces Bolchoï 11 076 spectateurs |

| Feuille de match | Feuille de match | Feuille de match | Feuille de match                                                                            | Feuille de match                                                                    |
| ---------------- | ---------------- | ---------------- | ------------------------------------------------------------------------------------------- | ----------------------------------------------------------------------------------- |
|                  | - -              | 0-1 0-2 0-3      | J. Toews (J. Carter, S. Weber) — 12 min 55 s S. Crosby — 35 min 43 s C. Kunitz — 49 min 4 s | Arbitrage : Brad Meier Kelly Sutherland Juges de lignes : Derek Amell Greg Devorski |
| Henrik Lundqvist | Gardiens         | Carey Price      |                                                                                             | Arbitrage : Brad Meier Kelly Sutherland Juges de lignes : Derek Amell Greg Devorski |
| 6 min            | Pénalités        | 4 min            |                                                                                             | Arbitrage : Brad Meier Kelly Sutherland Juges de lignes : Derek Amell Greg Devorski |
| 24               | Tirs             | 36               |                                                                                             | Arbitrage : Brad Meier Kelly Sutherland Juges de lignes : Derek Amell Greg Devorski |

### Classement final
|    | Canada     |
|    | Suède      |
|    | Finlande   |
| 4  | États-Unis |
| 5  | Russie     |
| 6  | Tchéquie   |
| 7  | Slovénie   |
| 8  | Lettonie   |
| 9  | Suisse     |
| 10 | Autriche   |
| 11 | Slovaquie  |
| 12 | Norvège    |

### Effectifs

#### Autriche
Annoncé le 7 janvier 2014
- Gardiens de but : Bernhard Starkbaum (Brynäs IF), Mathias Lange (Iserlohn Roosters)[Note 1], René Swette (EC Klagenfurt AC).
- Défenseurs : Mario Altmann (EC VSV), Florian Iberer (EC Klagenfurt AC), Andre Lakos (Vienna Capitals), Robert Lukas (EHC Linz), Thomas Pöck (EC Klagenfurt AC), Matthias Trattnig (EC Red Bull Salzbourg), Stefan Ulmer (HC Lugano), Gerhard Unterluggauer (EC VSV).
- Attaquants : Michael Grabner (Islanders de New York), Raphael Herburger (HC Bienne), Thomas Hundertpfund (Timrå IK), Matthias Iberer (EHC Linz), Thomas Koch (EC Klagenfurt AC), Manuel Latusa (EC Red Bull Salzbourg), Brian Lebler (EHC Linz), Andreas Nödl (EC Red Bull Salzbourg)[Note 2], Daniel Oberkofler (EHC Linz), Michael Raffl (Flyers de Philadelphie), Thomas Raffl (EC Red Bull Salzbourg), Oliver Setzinger (Lausanne HC), Thomas Vanek (Islanders de New York), Daniel Welser (EC Red Bull Salzbourg).
- Entraîneur : Manny Viveiros.
- Absents : Fabian Weinhandl (EC Klagenfurt AC), Andreas Kristler (EC Red Bull Salzbourg).

#### Canada
Annoncé le 7 janvier 2014.
- Gardiens de but : Roberto Luongo (Canucks de Vancouver), Carey Price (Canadiens de Montréal), Mike Smith (Coyotes de Phoenix).
- Défenseurs : Jay Bouwmeester (Blues de Saint-Louis), Drew Doughty (Kings de Los Angeles), Dan Hamhuis (Canucks de Vancouver), Duncan Keith (Blackhawks de Chicago), Alex Pietrangelo (Blues de Saint-Louis), PK Subban (Canadiens de Montréal), Marc-Édouard Vlasic (Sharks de San José), Shea Weber (Predators de Nashville).
- Attaquants : Jamie Benn (Stars de Dallas), Patrice Bergeron (Bruins de Boston), Jeff Carter (Kings de Los Angeles), Sidney Crosby (Penguins de Pittsburgh), Matt Duchene (Avalanche du Colorado), Ryan Getzlaf (Ducks d'Anaheim), Chris Kunitz (Penguins de Pittsburgh), Patrick Marleau (Sharks de San José), Rick Nash (Rangers de New York), Corey Perry (Ducks d'Anaheim), Martin Saint-Louis (Lightning de Tampa Bay)[Note 3], Patrick Sharp (Blackhawks de Chicago), John Tavares (Islanders de New York), Jonathan Toews (Blackhawks de Chicago).
- Entraîneur : Mike Babcock.
- Forfait  : Steven Stamkos (Lightning de Tampa Bay).

#### États-Unis
Annoncé le 2 janvier 2014.
- Gardiens de but : Jimmy Howard (Red Wings de Détroit), Ryan Miller (Sabres de Buffalo), Jonathan Quick (Kings de Los Angeles).
- Défenseurs : John Carlson (Capitals de Washington), Justin Faulk (Hurricanes de la Caroline), Cam Fowler (Ducks d'Anaheim), Paul Martin (Penguins de Pittsburgh), Ryan McDonagh (Rangers de New York), Brooks Orpik (Penguins de Pittsburgh), Kevin Shattenkirk (Blues de Saint-Louis), Ryan Suter (Wild du Minnesota).
- Attaquants : David Backes (Blues de Saint-Louis), Dustin Brown (Kings de Los Angeles), Ryan Callahan (Rangers de New York), Patrick Kane (Blackhawks de Chicago), Ryan Kesler (Canucks de Vancouver), Phil Kessel (Maple Leafs de Toronto), T.J. Oshie (Blues de Saint-Louis), Max Pacioretty (Canadiens de Montréal), Zach Parisé (Wild du Minnesota), Joe Pavelski (Sharks de San José), Derek Stepan (Rangers de New York), Paul Stastny (Avalanche du Colorado), Blake Wheeler (Jets de Winnipeg), James Van Riemsdyk (Maple Leafs de Toronto).
- Entraîneur : Dan Bylsma.

#### Finlande
Annoncé le 7 janvier 2014.
- Gardiens de but : Kari Lehtonen (Stars de Dallas), Antti Niemi (Sharks de San José), Tuukka Rask (Bruins de Boston).
- Défenseurs : Juuso Hietanen (Torpedo Nijni-Novgorod), Lasse Kukkonen (Kärpät Oulu), Sami Lepistö (Avtomobilist Iekaterinbourg), Olli Määttä (Penguins de Pittsburgh), Sami Salo (Lightning de Tampa Bay), Kimmo Timonen (Flyers de Philadelphie), Ossi Väänänen (Jokerit Helsinki), Sami Vatanen (Ducks d'Anaheim).
- Attaquants : Juhamatti Aaltonen (Kärpät Oulu), Aleksander Barkov (Panthers de la Floride), Mikael Granlund (Wild du Minnesota), Jarkko Immonen (Torpedo Nijni-Novgorod)[Note 4], Jussi Jokinen (Penguins de Pittsburgh), Olli Jokinen (Jets de Winnipeg), Leo Komarov (HK Dinamo Moscou), Petri Kontiola (Traktor Tcheliabinsk), Lauri Korpikoski (Coyotes de Phoenix), Jori Lehterä (Sibir Novossibirsk), Antti Pihlström (Salavat Ioulaïev Oufa), Tuomo Ruutu (Hurricanes de la Caroline), Sakari Salminen (Torpedo Nijni-Novgorod)[Note 4], Teemu Selänne (Ducks d'Anaheim).
- Entraîneur : Erkka Westerlund.
- Forfait  : Valtteri Filppula (Lightning de Tampa Bay), Mikko Koivu (Wild du Minnesota).

#### Lettonie
Annoncé le 7 janvier 2014.
- Gardiens de but : Kristers Gudļevskis (Crunch de Syracuse), Ervīns Muštukovs (Esbjerg fB Ishockey), Edgars Masaļskis (HK ŠKP Poprad).
- Défenseurs : Sandis Ozoliņš (Dinamo Riga)[Note 5], Arvīds Reķis (Dinamo Riga), Georgijs Pujacs (Dinamo Riga), Krišjānis Rēdlihs (Dinamo Riga), Kristaps Sotnieks (Dinamo Riga), Oskars Bārtulis (Donbass Donetsk), Artūrs Kulda (Salavat Ioulaïev Oufa), Ralfs Freibergs (Université d'État de Bowling Green).
- Attaquants : Miks Indrašis (Dinamo Riga), Mārtiņš Cipulis (Dinamo Riga), Vitālijs Pavlovs (Dinamo Riga), Mārtiņš Karsums (HK Dinamo Moscou), Miķelis Rēdlihs, Jānis Sprukts (Lokomotiv Iaroslavl), Ronalds Ķēniņš (ZSC Lions), Kaspars Daugaviņš (Genève-Servette), Herberts Vasiļjevs (Krefeld Pinguine), Koba Jass (HC Bílí Tygři Liberec), Juris Štāls (HK ŠKP Poprad), Armands Bērziņš (Beïbarys Atyraou), Zemgus Girgensons (Sabres de Buffalo), Lauris Dārziņš (Dinamo Riga).
- Entraîneur : Ted Nolan.

#### Norvège
Annoncé le 7 janvier 2014.
- Gardiens de but : Lars Haugen (HK Dinamo Minsk), Lars Volden (Espoo Blues), Steffen Søberg (Vålerenga Oslo)
- Défenseurs : Alexander Bonsaksen (Vålerenga Oslo), Jonas Holøs (Lokomotiv Iaroslavl), Henrik Solberg (Stavanger Oilers), Daniel Sørvik (Vålerenga Oslo), Ole-Kristian Tollefsen (Färjestads BK), Mats Trygg (Lørenskog IK), Henrik Ødegaard (Mavericks du Missouri).
- Attaquants : Morten Ask (Vålerenga Oslo), Anders Bastiansen (Färjestad BK), Robin Dahlstrøm (Örebro HK), Kristian Forsberg (MODO Hockey), Mads Hansen (Storhamar Dragons), Fredrik Lystad Jacobsen (Storhamar Dragons)[Note 6], Sondre Olden (Vålerenga Oslo), Ken Andre Olimb (DEG Metro Stars), Mathis Olimb (Frölunda Indians), Mats Rosseli Olsen (Frölunda Indians), Niklas Roest (BIK Karlskoga), Martin Røymark (Färjestad BK), Per-Åge Skrøder (MODO hockey), Patrick Thoresen (SKA Saint-Pétersbourg), Mats Zuccarello (Rangers de New York).
- Entraîneur : Roy Johansen.

- Forfait  : Marius Holtet (Färjestad BK).

#### Tchéquie
Annoncé le 6 janvier 2014.
- Gardiens de but :Ondřej Pavelec (Jets de Winnipeg), Jakub Kovář (Avtomobilist Iekaterinbourg), Alexander Salák (SKA Saint-Pétersbourg).
- Défenseurs : Marek Židlický (Devils du New Jersey), Radko Gudas (Lightning de Tampa Bay), Michal Rozsíval (Blackhawks de Chicago), Ladislav Šmíd (Oilers d'Edmonton), Zbyněk Michálek (Coyotes de Phoenix), Lukáš Krajíček (Dinamo Minsk), Michal Barinka (HC Vítkovice Steel), Tomáš Kaberle (Rytíři Kladno).
- Attaquants : Jaromír Jágr (Devils du New Jersey), Patrik Eliáš (Devils du New Jersey), Martin Erat (Capitals de Washington)[Note 7], Tomáš Plekanec (Canadiens de Montréal), David Krejčí (Bruins de Boston), Aleš Hemský (Oilers d'Edmonton), Jakub Voráček (Flyers de Philadelphie), Milan Michálek (Sénateurs d'Ottawa), Martin Hanzal (Coyotes de Phoenix), Michael Frolík (Jets de Winnipeg), Ondřej Palát (Lightning de Tampa Bay), Roman Červenka (SKA Saint-Pétersbourg), Jiří Novotný (HC Lev Prague), Petr Nedvěd (Bílí Tygři Liberec).
- Entraîneur : Alois Hadamczik.
- Forfait  : Vladimír Sobotka (Blues de Saint-Louis).

#### Russie
Annoncé le 7 janvier 2014.
- Gardiens de but : Sergueï Bobrovski (Blue Jackets de Columbus), Aleksandr Ieriomenko (HK Dinamo Moscou), Semion Varlamov (Avalanche du Colorado).
- Défenseurs : Anton Belov (Oilers d'Edmonton), Alekseï Iemeline (Canadiens de Montréal), Andreï Markov (Canadiens de Montréal), Ievgueni Medvedev (Ak Bars Kazan), Nikita Nikitine  (Blue Jackets de Columbus), Ilia Nikouline (AK Bars Kazan), Fiodor Tioutine (Blue Jackets de Columbus), Viatcheslav Voïnov (Kings de Los Angeles).
- Attaquants : Artiom Anissimov (Blue Jackets de Columbus), Pavel Datsiouk (Red Wings de Détroit), Ilia Kovaltchouk (SKA Saint-Pétersbourg), Nikolaï Kouliomine (Maple Leafs de Toronto), Ievgueni Malkine (Penguins de Pittsburgh), Valeri Nitchouchkine (Stars de Dallas), Aleksandr Ovetchkine (Capitals de Washington), Aleksandr Popov (Avangard Omsk), Aleksandr Radoulov (HK CSKA Moscou), Aleksandr Siomine[Note 8] (Hurricanes de la Caroline), Aleksandr Svitov (Ak Bars Kazan)[Note 9], Vladimir Tarassenko (Blues de Saint-Louis), Alekseï Terechtchenko (Ak Bars Kazan), Viktor Tikhonov (SKA Saint-Pétersbourg).
- Entraîneur : Zinetoula Bilialetdinov.
- Forfaits  : Denis Kokarev (HK Dinamo Moscou), Sergueï Soïne (HK Dinamo Moscou).

#### Slovaquie
Annoncé le 7 janvier 2014.
- Gardiens de but : Jaroslav Halák (Blues de Saint-Louis), Peter Budaj (Canadiens de Montréal), Ján Laco (Donbass Donetsk).
- Défenseurs : Ivan Baranka (Avangard Omsk), Zdeno Chára (Bruins de Boston)[Note 5], Milan Jurčina (TPS Turku)[Note 10], Martin Marinčin (Oilers d'Edmonton), Andrej Meszároš (Flyers de Philadelphie), Andrej Sekera (Hurricanes de la Caroline), Tomáš Starosta (Iougra Khanty-Mansiïsk)[Note 11], René Vydarený (HC Hradec Králové)[Note 10].
- Attaquants : Milan Bartovič (Slovan Bratislava), Michal Handzuš (Blackhawks de Chicago), Marcel Hossa (Dinamo Riga), Marián Hossa (Blackhawks de Chicago), Tomáš Jurčo (Red Wings de Détroit), Tomáš Kopecký (Panthers de la Floride), Tomáš Marcinko (HC Košice), Michel Miklík (Slovan Bratislava), Peter Ölvecký (Slovan Bratislava), Richard Pánik (Lightning de Tampa Bay), Branko Radivojevič (Slovan Bratislava)[Note 12], Tomáš Surový (HK Dinamo Minsk), Tomáš Tatar (Red Wings de Détroit), Tomáš Záborský (Salavat Ioulaïev Oufa).
- Entraîneur : Vladimír Vůjtek.
- Forfaits  : Marián Gáborík (Blue Jackets de Columbus), Dominik Graňák (HK Dinamo Moscou), Michal Sersen (Slovan Bratislava), Ľubomír Višňovský (Islanders de New York).

#### Slovénie
Annoncé le 6 janvier 2014.
- Gardiens : Robert Kristan (HK Nitra), Andrej Hočevar (Épinal), Luka Gračnar (EC Red Bull Salzbourg).
- Défenseurs : Blaž Gregorc (HC Pardubice), Žiga Pavlin (IF Troja-Ljungby), Andrej Tavželj (Rouen), Aleš Kranjc (Kölner Haie), Klemen Pretnar (EC VSV), Mitja Robar (Krefeld Pinguine), Sabahudin Kovačevič (Saryarka Karaganda), Matic Podlipnik (Dukla Jihlava).
- Attaquants : Žiga Jeglič (ERC Ingolstadt), Rok Tičar (Kölner Haie), Robert Sabolič (ERC Ingolstadt), Marcel Rodman (Schwenninger Wild Wings), Jan Urbas (EHC Munich), Jan Muršak (HK CSKA Moscou), Aleš Mušič (HDD Olimpija Ljubljana), Boštjan Goličič (Briançon), Anže Kopitar (Kings de Los Angeles), David Rodman (IK Oskarshamn), Žiga Pance (HC Bolzano), Tomaž Razingar (IF Troja-Ljungby)[Note 5], Miha Verlič (HDD Olimpija Ljubljana), Anže Kuralt (Épinal).
- Entraîneur : Matjaž Kopitar.

#### Suède
Annoncé le 7 janvier 2014.
- Gardiens de but : Jhonas Enroth (Sabres de Buffalo), Jonas Gustavsson (Red Wings de Détroit), Henrik Lundqvist (Rangers de New York).
- Défenseurs : Alexander Edler (Canucks de Vancouver), Oliver Ekman-Larsson (Coyotes de Phoenix), Jonathan Ericsson (Red Wings de Détroit), Niklas Hjalmarsson (Blackhawks de Chicago), Erik Karlsson (Sénateurs d'Ottawa), Niklas Kronwall (Red Wings de Détroit), Johnny Oduya (Blackhawks de Chicago), Henrik Tallinder (Sabres de Buffalo).
- Attaquants : Daniel Alfredsson (Red Wings de Détroit), Nicklas Backstrom (Capitals de Washington), Patrik Berglund  (Blues de Saint-Louis), Jimmie Ericsson (Skellefteå AIK), Loui Eriksson (Bruins de Boston), Carl Hagelin (Rangers de New York), Marcus Johansson (Capitals de Washington)[Note 13], Marcus Krüger (Blackhawks de Chicago), Gabriel Landeskog (Avalanche du Colorado), Gustav Nyquist (Red Wings de Détroit)[Note 14], Daniel Sedin (Canucks de Vancouver), Jakob Silfverberg (Ducks d'Anaheim), Alexander Steen (Blues de Saint-Louis), Henrik Zetterberg (Red Wings de Détroit).
- Entraîneur : Pär Mårts.
- Forfait  : Johan Franzen (Red Wings de Détroit), Henrik Sedin (Canucks de Vancouver).

#### Suisse
Annoncé le 6 janvier 2014.
- Gardiens de but : Jonas Hiller (Ducks d’Anaheim), Reto Berra (Flames de Calgary), Tobias Stephan (Genève-Servette).
- Défenseurs : Roman Josi (Predators de Nashville), Raphael Diaz (Canucks de Vancouver), Julien Vauclair (HC Lugano), Mathias Seger (ZSC Lions), Mark Streit (Flyers de Philadelphie), Yannick Weber (Canucks de Vancouver), Severin Blindenbacher (ZSC Lions), Patrick Von Gunten (Kloten Flyers)[Note 15].
- Attaquants : Nino Niederreiter (Wild du Minnesota), Martin Plüss (CP Berne), Simon Moser (Admirals de Milwaukee), Ryan Gardner (CP Berne), Andres Ambühl (HC Davos), Reto Suri (EV Zoug), Denis Hollenstein (Genève-Servette), Luca Cunti (ZSC Lions), Simon Bodenmann (Kloten Flyers), Morris Trachsler (ZSC Lions), Kevin Romy (Genève-Servette), Damien Brunner (Devils du New Jersey), Roman Wick (ZSC Lions), Matthias Bieber (Kloten Flyers).
- Entraîneur : Sean Simpson.
- Forfait  : Philippe Furrer (CP Berne).

### Arbitres
Pour le tournoi, l'IIHF a sélectionné 14 directeurs de jeu et 14 assistants :
| Arbitres - Lars Brüggemann - Dave Jackson - Antonín Jeřábek - Mike Leggo - Brad Meier - Konstantin Olenin - Tim Peel | Arbitres - Daniel Piechaczek - Kevin Pollock - Jyri Rönn - Vladimír Šindler - Kelly Sutherland - Marcus Vinnerborg - Ian Walsh | Juges de ligne - Derek Amell - Lonnie Cameron - Chris Carlson - Ivan Dedioulia - Greg Devorski - Tommy George - Brad Kovachik | Juges de ligne - Andy McElman - André Schrader - Sakari Suominen - Miroslav Valach - Mark Wheler - Jesse Wilmot - Chris Woodworth |